# الأرقام الديوناكرية
الأرقام الديوناكرية هي الرموز المستخدمة لكتابة الأرقام في النص الديوناكري، السائد في لغات شمال الهند، ويتم استخدامها لكتابة الأرقام العشرية، بدلًا من الأرقام العربية الغربية.

## جدول
| الديوناكرية الحديثة | العربية الغربية | كلمات عن العدد الأصلي  | كلمات عن العدد الأصلي |
| الديوناكرية الحديثة | العربية الغربية | السنسكريتية (wordstem) | الهندية               |
| ------------------- | --------------- | ---------------------- | --------------------- |
| ०                   | 0               | شوني (शून्य)             | (शून्य) شوني            |
| १                   | 1               | إيك (एक)               | एक إيك                |
| २                   | 2               | دوي (द्वि)               | दो (دو)                |
| ३                   | 3               | تري (त्रि)               | (तीन) تين              |
| ४                   | 4               | كاتور (चतुर्)            | كآر (चार)              |
| ५                   | 5               | بانكا (पञ्च)            | पांच (بانج)             |
| ६                   | 6               | سات (षट्)               | छह (شايه)             |
| ७                   | 7               | سابتا (सप्त)            | सात (سات)              |
| ८                   | 8               | آشت (अष्ट)              | आठ (آت)               |
| ९                   | 9               | نآف (नव)               | नौ (ناو)               |

اللغة السنسكريتية هي لغة هندية قديمة. تمت ترجمة كلمة «شوني» التي تسخدم للصفر إلى العربية كـ«صفر»، بمعنى «لا شيء» ومنها اشتق مصطلح "Zero" في العديد من اللغات الأوروبية الذي جاء من اللاتينية في العصور الوسطى، zephirum.

## المتغيرات
قد تختلف أشكال الأرقام الديوناكرية حسب المنطقة الجغرافية.
| १ | الشائع           | النيبالي         | 1 |
| ५ | المتغير "بومباي" | المتغير "كلكتا"  | 5 |
| ८ | المتغير "بومباي" | المتغير "كلكتا"  | 8 |
| ९ | الشائع           | المتغير النيبالي | 9 |